# Aeroflot Flight 593
Aeroflot Flight 593 var en flyulykke, som indtraf den 23. marts 1994, da et fly, som fløj for selskabet Russian Airlines (RAL) af typen Airbus A310-304 med den franske indregistrering F-OGQS, styrtede ned i et bjergområde i Sibirien. Alle 75 passagerer og besætningsmedlemmer døde. Ifølge den sorte boks, der optager lyde i cockpittet, sad pilotens 15-årige søn, Eldar Kudrinskij, på kaptajnens plads, da ulykken skete, og uden at vide det havde han frakoblet en del af autopiloten. Piloterne vidste intet om denne funktion, og der var ingen alarm eller lyd fra autopiloten, da den blev delvist frakoblet.

## Ulykken
Flyet var på sin sædvanlige rute fra Moskvas Sjeremetjevo International Airport til Hong Kongs tidligere lufthavn Kai Tak. De fleste af passagerene var kinesiske forretningsfolk, som var på vej hjem efter et kig på gode forretningsmuligheder i Rusland.
Kaptajnen, Jaroslav Kudrinskij, som fløj flyet, havde taget sine to børn med på deres første internationale flyvetur. Aeroflot havde dengang et særligt rabatsystem, som lod piloter tage deres familiemedlemmer med til lavere priser.
Kudrinskij overraskede sine to børn ved at invitere dem ind i cockpittet. For at give sine børn en oplevelse lod han dem sidde på sit sæde, hvilket var imod reglerne, mens autopiloten fløj flyet. Først gav han sin datter Jana lov til at sidde. Kudrinskij ændrede autopilotens kompasretning, så Jana fik en fornemmelse af, at hun drejede flyet. Så fik hans søn Eldar Kudrinskij lov til at sidde. Eldar var stærk nok til at frakoble autopiloten. Det sker automatisk, når autopiloten modarbejdes i 30 sekunder.
Hvad ingen vidste var, at han havde deaktiveret retningsautopiloten, så flyets krængeror blev styret manuelt. Det påvirkede ikke de andre autopilotsystemer, som kontrollerede højden og farten. Autopiloten kom ikke med nogen lydalarm – den tændte kun en lille advarselslampe om, at retningsautopiloten var slået fra. Piloterne lagde dog ikke mærke til noget, da de var vant til fly med højlydte alarmer. Det var faktisk Eldar, som opdagede, at flyet drejede til højre. Kort efter viste en aflæsning af flyets rute, at de var i en ventecirkel<! - normalt, hvis der er kø for at lande -, hvilket forvirrede piloterne i 9 sekunder.
Snart var flyets krængning over 45°, hvilket var mere, end det var designet til. Det medførte en forøgelse af G-kræfterne, så de ombordværende følte, at deres kroppe var meget tungere end normalt. Det var derfor umuligt for kaptajn Kudrinskij at komme til sit sæde og fjerne sønnen. Da flyet krængede mere end 90°, forsøgte de andre autopilotsystemer at få bragt flyet tilbage til dets korrekte flyvehøjde ved at bringe flyet i en næsten lodret opstigning – hvilket næsten førte til et stall. Det lykkedes for co-piloten og Eldar at bringe flyet i et næsedyk, så G-kræfterne blev reduceret og gjorde det muligt for kaptajnen at komme til styregrejerne. Selvom co-piloten og kaptajn Kudrinskij fik kontrol over flyet, var flyvehøjden for lav, og flyet styrtede ned i et bjerg.